# El Puig Cúgol
El Puig Cúgol és una muntanya de 356 metres que es troba al municipi de Torrelavit, a la comarca de l'Alt Penedès.